# Наиф од Саудијске Арабије
Наиф од Саудијске Арабије (арап. نايف بن عبد العزيز ال سعود, Најеф ибн Абдулазиз ел Сауд); рођен 1933. или 1934. године,  у Таифу, Саудијска Арабија; † 16. јуна 2012. у Женеви, Швајцарска,  син краља Абд ал-Азиза ибн Сауда, био је престолонаследник, заменик премијера и министар унутрашњих послова Саудијске Арабије.

## Биографија
Наиф је био двадесет трећи син краља Ибн Сауда. Принц Наиеф је стекао образовање у Принчевој школи на краљевском двору и из религије (Улема). Поред тога, школовао се у дипломатији и безбедносним пословима. Принц Наиф се женио три пута, био је отац десеторо деце.
На почетку своје каријере развио је лојалност својој браћи. Његов ментор и претходник на месту министра унутрашњих послова био је његов најстарији биолошки брат, касније краљ Фахд. Мождани удар и смрт краља Фахда 2005. године, смањили су његов утицај на политику.
Под његовим окриљем, прве личне карте за жене у Саудијској Арабији издате су 2001. године. Принц Наиф је водио кампању да Саудијска Арабија постане економски центар Блиског истока. У поређењу са краљем Абдулахом, који је последњих година слао опрезне сигнале у правцу реформи, Наиф се сматрао конзервативним, на пример по питању женских права.
Краљ Абдулах је 2009. године принца Наифа именовао за другог потпредседника владе пошто је престолонаследник Султан био тешко болестан. Након смрти престолонаследника Султана 2011. године, он је очекивано именован за новог престолонаследника, али је убрзо умро.
Његов син Мухамед ибн Наиф, рођен 1959. године, именован је за заменика престолонаследника у јануару 2015. а за престолонаследника у априлу 2015. године. Међутим, овај статус је поново изгубио 20. јуна 2017. године и такође је морао да поднесе оставку на место министра унутрашњих послова.

## Смрт и сахрана
Саудијска државна телевизија је известила да је престолонаследник Наиф умро 16. јуна 2012. године, око 13 часова. Према Ројтерсу, умро је у Женеви, Швајцарска. Медицински извор у Женеви рекао је да је Наиф умро од „срчаних проблема" док је тамо боравио у резиденцији свог брата. Његово тело је чувано у Женевској џамији пре него што је одвезено у Џеду.
Његово тело је сахрањено у необележеном гробу на гробљу Ел Адл у Меки по његовој жељи 17. јуна 2012. године.
Највеће политичке личности упутиле су саучешће краљу Абдулаху, укључујући америчког председника Барака Обаму, француског председника Франсоа Оланда, министра спољних послова Велике Британије Вилијама Хејга, краља Јордана Абдулаха II , председника Турске Абдулаха Гула и друге лидере арапских и персијских држава Персијског залива.
Краљ Абдулах је 6. јула 2012. године, преименовао регионални аеродром Касим у Бурајду у регионални аеродром Принц Наиф ибн Абдулазиз.